# 라지바리구

방글라데시 라지바리구

라지바리구(벵골어: রাজবাড়ী জেলা)는 방글라데시 중부에 위치한 구로, 다카주의 행정 중심지이다.  주민들의 역사적, 언어적, 문화적 정체성 때문에 벵골의 파리드푸르 하위 지역의 일부이다.

## 역사
무굴 바드샤 자한기르의 통치 기간 동안 파담디에 있는 영지는 1607년 셰드 샤 팔완이라는 이름의 이라크 무슬림 이민자의 가족에게 선언되었다. 파담디의 나납스로 알려진 자민다르 가문은 적극적으로 포병을 지휘하고 무굴 군대를 섬겼고, 결국 샤 자한 황제가 그들에게 미르라는 칭호를 주었다.
벵골어로 라지바리는 궁전을 의미하며, 오늘날의 라지바리를 봉건적으로 통치했던 부유한 자민다르 가문에 경의를 표한다. 17세기에 벵골의 무굴 통치자 샤이스타 칸은 포르투갈 해적들을 진압하기 위해 판추피의 상람 샤를 오늘날의 라지바리 지역의 나와라로 임명했다. 나와라 가문은 인구가 많은 바니바하 인근에 영구적으로 정착하여 랄골라라는 곳에 요새를 건설했다. 상람 샤와 그의 가족은 나중에 바니바하의 나와라 초두리로 알려지게 되었다.
1757년 플라시 전투 이후, 시라지 웃다울라의 장교 중 한 명인 프라브후람은 영국 식민주의자들을 피하기 위해 락슈미콜로 잠적했다. 프라브후람의 아들 드비겐드라 프라사드는 결국 이 지역에서 저명한 자민다르가 되었고, 그의 아들 수리아 쿠마르는 라자라는 칭호를 얻었다. 1890년에 라지바리 철도역이 세워졌고, 라하 수리아 쿠마르의 이름을 따서 지어졌다고 한다. 바니바하의 나와라 초두리와 같은 다른 자민다들은 라지바리의 이름이 쿠마르보다 훨씬 이전에 세워졌다고 하니 이에 반대했다.
1971년 3월 26일 방글라데시 독립 전쟁 당시 상람 교구(투쟁 위원회)라는 이름의 단체가 설립되었다. 4월 21일과 22일, 파키스탄 육군과의 교전 중에 6명의 벵골인 자유 투사들이 살해되었다. 마즈파라, 람콜레, 마투라푸르 마을에서는 많은 집에 불을 지른 것 외에도 10명의 사람들을 살해했다. 벵골 자유 투사들은 11월에 육군으로부터 많은 양의 장비와 자원을 빼앗았다. 이 달에 알하디푸르 마을에서 또 다른 싸움이 벌어져 9명의 군인이 사망했다.

## 인구
| 연도     | 인구      | ±% p.a. |
| -------- | --------- | ------- |
| 1974     | 569,461   | —       |
| 1981     | 678,205   | +2.53%  |
| 1991     | 835,173   | +2.10%  |
| 2001     | 951,906   | +1.32%  |
| 2011     | 1,049,778 | +0.98%  |
| 2022     | 1,189,821 | +1.14%  |
| Sources: |           |         |

2011년 방글라데시 인구 조사에 따르면 라지바리구의 인구는 1,049,778명이며, 이 중 남성은 519,999명, 여성은 529,779명이다. 농촌 인구는 913,736명(87.04%), 도시 인구는 136,042명(12.96%)이었다. 7세 이상 인구의 문맹률은 52.28%로 남성 53.98%, 여성 50.63%였다.

## 같이 보기
- 방글라데시의 구